# Glenn Fitzgerald
Glenn Fitzgerald (New York, 21 dicembre 1971) è un attore statunitense.

## Filmografia

### Cinema
- Seaschell Beach, regia di Holly Hardman - cortometraggio (1995)
- Manny & Lo, regia di Lisa Krueger (1996)
- Amori e disastri (Flirting with Disaster), regia di David O. Russell (1996)
- Rhinoceros Hunting in Budapest, regia di Michael Haussman (1997)
- Arresting Gena, regia di Hannah Weyer (1997)
- Tempesta di ghiaccio (The Ice Storm), regia di Ang Lee (1997)
- Number One Fan, regia di Amy Talkington (1997)
- Il gioco dei rubini (A Price Above Rubies), regia di Boaz Yakin (1998)
- Second Skin, regia di Amy Talkington (1998)
- Judy Berlin, regia di Eric Mendelsohn (1999)
- The Sixth Sense - Il sesto senso (The Sixth Sense), regia di M. Night Shyamalan (1999)
- Tully, regia di Hilary Birmingham (2000)
- Scoprendo Forrester (Finding Forrester), regia di Gus Van Sant (2000)
- 101 Ways (The Things a Girl Will Do to Keep Her Volvo), regia di Jennifer B. Katz (2000)
- The Believer, regia di Henry Bean (2001)
- Contenders serie 7 (Series 7: The Contenders), regia di Daniel Minahan (2001)
- Buffalo Soldiers, regia di Gregor Jordan (2001)
- 40 giorni & 40 notti (40 Days and 40 Nights), regia di Michael Lehmann (2002)
- Igby (Igby Goes Down), regia di Burr Steers (2002)
- Gravity, regia di Sydney Sidner (2003)
- Bittersweet Place, regia di Alexandra Brodsky (2005)
- Uomini & donne - Tutti dovrebbero venire... almeno una volta! (Trust the Man), regia di Bart Freundlich (2005)
- Confess - La verità.. è in rete (Confess), regia di Stefan C. Schaefer (2005)
- The Memsahib, regia di Kruti Majmudar (2006)
- Lovely by Surprise, regia di Kirt Gunn (2007)
- Neal Cassady, regia di Noah Buschel (2007)
- Detroit, regia di Kathryn Bigelow (2017)

### Televisione
- New York Undercover – serie TV, episodi 1x03 (1994)
- New York News – serie TV, episodi 1x01 (1995)
- Homicide, Life on the Street (Homicide: Life on the Street) – serie TV, episodi 5x14 (1997)
- Law & Order - I due volti della giustizia (Law & Order) – serie TV, episodi 6x06-11x11 (1995-2001)
- The Atlantis Conspiracy, regia di Dean Silvers (2001) - film TV
- Six Feet Under – serie TV, episodi 2x11-2x12-2x13 (2002)
- Law & Order: Criminal Intent  – serie TV, episodi 4x02 (2004)
- Wonderfalls – serie TV, episodi 1x13 (2004)
- Dirty Sexy Money – serie TV, 23 episodi (2007-2009)
- CSI: Miami – serie TV, episodi 9x02 (2010)
- The Cape – serie TV, episodi 1x07-1x08 (2011)
- Drop Dead Diva – serie TV, episodi 3x06 (2011)
- Perception – serie TV, episodi 1x10 (2012)
- Elementary – serie TV, episodi 2x02 (2013)
- Madam Secretary – serie TV, episodi 1x18 (2015)
- Billions – serie TV, episodi 1x12 (2016)
- The Good Cop – serie TV, 2 episodi (2018)
- FBI: Most Wanted – serie TV, episodi 1x11 (2020)

## Doppiatori italiani
Nelle versioni in italiano delle opere in cui ha recitato, Glenn Fitzgerald è stato doppiato da:
- Davide Marzi in Perception, FBI: Most Wanted
- Riccardo Niseem Onorato in Amori e disastri
- Gaetano Varcasia in Il gioco dei rubini
- Massimiliano Manfredi in The Sixth Sense - Il sesto senso
- Francesco Bulckaen in Scoprendo Forrester
- Nanni Baldini in 40 giorni & 40 notti
- Oreste Baldini in Igby
- Simone D'Andrea in Law & Order: Criminal Intent
- Christian Iansante in Dirty Sexy Money
- Nino D'Agata in CSI: Miami
- Francesco Prando in Detroit